# Ставропольский сельсовет
Ставропольский сельсовет — упразднённое сельское поселение в Благодарненском районе Ставропольского края Российской Федерации.
Административный центр — посёлок Ставропольский.

## География
Территория муниципального образования располагалась в южной части Благодарненского района.

## История
Статус и границы сельского поселения установлены Законом Ставропольского края от 4 октября 2004 год № 88-КЗ.
Законом Ставропольского края от 14 апреля 2017 года № 38-кз, все муниципальные образования, входящие в состав Благодарненского муниципального района Ставропольского края, — городское поселение город Благодарный, сельские поселения Александрийский сельсовет, село Алексеевское, хутор Большевик, село Бурлацкое, село Елизаветинское, Каменнобалковский сельсовет, Красноключевский сельсовет, село Мирное, село Сотниковское, село Спасское, Ставропольский сельсовет, село Шишкино, аул Эдельбай — преобразованы, путём их объединения, в Благодарненский городской округ.

## Население
| 1989  | 2002  | 2010  | 2011  | 2012  | 2013  |
| ----- | ----- | ----- | ----- | ----- | ----- |
| 1885  | ↗1959 | ↘1905 | ↘1900 | ↘1850 | ↘1835 |
| 2014  | 2015  | 2016  | 2017  |       |       |
| ↘1773 | ↘1732 | ↘1724 | ↘1669 |       |       |

### Национальный состав
По итогам переписи населения 2010 года на территории сельского поселения проживали следующие национальности (национальности менее 1 %, см. в сноске к строке «Другие»):
| Национальность | Численность | Процент |
| -------------- | ----------- | ------- |
| Русские        | 1293        | 67,87   |
| Табасараны     | 158         | 8,29    |
| Цыгане         | 144         | 7,56    |
| Даргинцы       | 118         | 6,19    |
| Азербайджанцы  | 54          | 2,83    |
| Греки          | 24          | 1,26    |
| Лезгины        | 22          | 1,15    |
| Другие         | 92          | 4,83    |
| Итого          | 1905        | 100,00  |

На 1 января 2013 года: русские — 1436, табасаранцы — 146, даргинцы — 120, цыгане — 91, азербайджанцы — 57 и другие.

## Состав сельского поселения
До упразднения Ставропольского сельсовета в состав его территории входили 3 населённых пункта:
| № | Населённый пункт | Тип населённого пункта          | Население |
| - | ---------------- | ------------------------------- | --------- |
| 1 | Видный           | посёлок                         | →167      |
| 2 | Молочный         | посёлок                         | ↘47       |
| 3 | Ставропольский   | посёлок, административный центр | ↗1367     |

## Местное самоуправление
- Совет муниципального образования Ставропольский сельсовет, состоял из 10 депутатов, избираемых на муниципальных выборах по одномандатным избирательным округам[4]. Глава поселения — Агренин Юрий Иванович[19].
- Администрация сельского поселения Ставропольский сельсовет[4].

## Инфраструктура
- Дом культуры.
- Библиотека.
- Аптека № 293 (филиал).
- Врачебная амбулатория и дневной стационар.
- Отделение почтовой связи.

## Образование
- Детский сад № 15 на 115 мест (в 2013 году посетило 46 детей).
- Средняя общеобразовательная школа № 3 на 400 мест (в 2013 году обучалось 136 человек).

## Памятники
- Памятник В. И. Ленину[20]. 1957 год.
- Памятник воинам односельчанам, погибшим в годы Великой Отечественной войны 1941—1945 гг.[21]. 1967 год.